# Razljev
Razljev is een plaats in de gemeente Križ in de Kroatische provincie Zagreb. De plaats telt 139 inwoners (2001).